# Hilla Becher
Hilla Becher (de soltera, Wobeser; 2 de septiembre de 1934 – 10 de octubre de 2015) fue una fotógrafa conceptual nacida en Potsdam, Alemania del Este. Becher fue bien conocida por sus fotografías industriales, colaborando durante mucho tiempo con Bernd Becher.

## Biografía
Hilla Becher estuvo expuesta a la fotografía desde sus primeros años. Su madre acudió a la Lette-Haus, una escuela de fotografía para mujeres, y ocasionalmente trabajó en un estudio, retocando fotografías. Su padre esa un profesor de lengua de instituto, más tarde llamado a filas durante la Segunda Guerra Mundial. Durante la guerra, la familia Becher se trasladó por Alemania, asentándose en Potsdam en 1945. Becher comenzó fotografiando a los doce años de edad con una cámara de placas de 9×12 cm. Becher fotografió a sus profesores en el instituto, las imprimió y vendió a tamaño tarjeta postal para los profesores. Fue expulsada del instituto y se convirtió en becaria de Walter Eichgrun, un estudio y fotógrafo por encargo, en 1951, mientras estudiaba fotografía en una escuela vocacional y terminando sus estudios medios en Berlín. Pasó varios años trabajando por encargo con Eichgrun e hizo algunos proyectos en solitario. Le ofrecieron un trabajo en Düsseldorf, Alemania, como fotógrafa comercial y alrededor de 1958 se matriculó en la Kunstakademie Düsseldorf bajo Walter Breker estudiando técnicas de impresión y gráficas. Se la conoce como la primera estudiante que exclusivamente entregaba fotografía como muestra de trabajos. Mientras estudiaba en la academia, conoció a quien sería su futuro marido y colaborador, Bernd Becher. En 1963 Hilla y Bernd Becher tuvieron su primera exposición en solitario en la Galerie Ruth Nohl de Siegen.
A Hilla se le atribuye el haber ayudado en el comienzo y organización del departamento de fotografía de la Kunstakademie de Düsseldorf. Murió en Düsseldorf el 10 de octubre de 2015.

## Obra
Hilla fotografiaba con una cámara de formato grande 8×10 y procesaba sus negativos a mano. Después de 50 años de fotografía los Becher desarrollaron un estilo estético propio. A lo largo de los años, Hilla y Bernd Becher tuvieron enfoques contrapuestos hacia sus temas. Hilla quería que se le fotografiara con lo que le rodeaba, mientras que Bernd quería el tema como único centro de atención. Las fotografías de Becher son estudios de arquitectura industrial y paisajes, la composición de la fotografía obliga al espectador a examinar la estructura. Las fotografías se tomaban con cielos encapotados a principios de la mañana, para eliminar las sombras y proporcionar la mayor parte de detalles posibles. Cuando se exponían, las imágenes se agrupaban a menudo en forma de red por temas o como dípticos.
Entre las obras de Hilla y Bernd Becher se encuentran:
- Casas industriales, 1959–1973;[8]
- Torres de agua, 1963–1993;
- Mina de carbón de Fforchaman, valle Rhondda, Gales del Sur, Reino Unido, 1966;
- Winding Towers, 1966–1997;
- Knutange, Lorena, Francia, 1971;
- Mina de Hanóver 1/2/5, Bochum-Hordel, región del Ruhr, 1973;
- Mina de carbón, valle Bear, condado de Schuylkill, 1974;
- Mina consolidación, Gelsenkirchen, región del Ruhr;
- Carbón Tipple, Goodspring, Pensilvania, 1975;
- Torres de agua, 1988.[8]

## Premios
- 1966: Beca del British Council de E360 para fotografiar minas en Nottinghamshire y el Gales del Sur.[1]
- 2002: Premio Erasmus de la Fundación Praemium Erasmianum, Países Bajos, por su contribución a la Kunstakademie Düsseldorf.[4]